# صدر الباز (مسلسل)
صدر الباز مسلسل درامي سوري من نوع الفانتازيا للمخرج تامر إسحاق بدأ عرضه على قناة سوريا دراما في تاريخ 1 رمضان سنة 1437هـ الموافق 6 يونيو سنة 2016م واستمر عرضه حتى تاريخ 30 رمضان سنة 1437هـ الموافق 5 يوليو سنة 2016م ويتألف المسلسل من 30 حلقة.

## القصة
تدور أحداث المسلسل في حي صدر الباز في أحد حارات منطقة المرجة بدمشق في النصف الثاني من القرن 19، حيث يتهم إبراهيم صاحب مقهى حارة صدر الباز ظلما بقتل زوجته، ويحكم عليه بالسجن لمدة 12 عاما في القلعة العثمانية في جزيرة أرواد، ويقرر أن يتقدم بالطلب يتم الموافقة علية لتربية ابنته جورية معه في السجن. وتتولى الأحداث.

## الشخصيات
- سلوم حداد ـــ إبراهيم - جندب
- أيمن رضا ـــ رسلان
- سلمى المصري ـــ أم صالح
- نادين تحسين بك ـــ دلال
- عامر علي ـــ الشيخ ورد
- أسعد فضة ـــ الزعيم أبو صالح
- محمد قنوع ـــ إسماعيل
- محمد حداقي ـــ عرفة
- وفاء موصللي ـــ أم فارس
- فايز قزق ـــ أبو فارس
- روزينا لاذقاني ـــ جورية
- أنطوانيت نجيب ـــ أم عرفة
- محمد خير الجراح ـــ أبو ورد
- زهير رمضان ـــ أبو جاسم
- محمد الأحمد ـــ معروف
- عبير شمس الدين ـــ أم البشر
- ناهد الحلبي ـــ نظلت
- سيف الدين سبيعي ـــ عبد الحميد باشا
- ليليا الأطرش ـــ الخادمة سعدية
- غسان عزب ـــ العقيد درغام
- عاصم حواط ـــ عبدو
- روعة ياسين ـــ أم ورد
- طارق مرعشلي ـــ سيف الدين
- هيا مرعشلي ـــ قمر
- نادين سلامة ـــ مريم
- ميار النوري ـــ
- رشا إبراهيم ـــ نوارة